# 플로레스양털박쥐
플로레스양털박쥐(Kerivoula flora)는 애기박쥐과에 속하는 박쥐의 일종이다.

## 분포 및 서식지
인도네시아와 말레이시아에서 발견된다. 분포 지역은 보르네오섬과 발리섬, 소순다 열도, 숨바섬으로 추정된다. 베트남 껀까낀, 푸맛 국립공원에서도 발견될 것으로 추정된다. 주로 산림에 의존하여 서식하며, 지난 10년 동안 30% 이상의 개체수가 감소했다.